# Висок крвни притисак и мушка сексуалност
Висок крвни притисак и мушка сексуалност су два међусобно повезана система у људском телу која утичу на сексуалне дисфункције, јер оно што у организму утиче на једно често утиче и на друго. Иако многи сматрају да висок крвни притисак није повезан са сексом, ипак низак либидо и еректилна дисфункција су два начина на која високи крвни притисак може утицати на сексуалност мушкарца.
Као и многа физиолошка телесна мерења, крвни притисак варира током дана. Међутим, када је он константно изнад одређеног нивоа, таква особаи формално има дијагнозу високог крвног притиска или хипертензију.
Скоро половина одраслих мушкараца у развијеним земљама света живи са високим крвним притиском, који је све чешћи међу биолошки активним мушкарцима. Како временом крвни притисак оштећује крвне судове у целом телу - то укључује и репродуктивни систем мушкарца.

## Основне информације

### Анатомија ерекције
У осовини пениса налазе се две (једна поред друге) коморе сунђерастог ткива које се називају кавернозна тела. Они су углавном одговорни за ерекцију. Одмах испод њих налази се још једна комора, сунђеру сличног еректилног ткива, која се зове лат. corpora cavernosa. Уретра, која носи сперму и мокраћу, пролази кроз њен центар.
Каверноза тела се састоји од малих артерија и вена, глатких мишићних влакана и празних простора. Коморе су умотане у омотач од танког ткива.
У моменту ерекцију, сигнали који полазе из мозга или нервних завршетака у пенису изазивају опуштање глатких мишића комора и ширење артерија.  Ово омогућава прилив крви која попуњава празан простор.
Притисак протока крви узрокује да омотач ткива око комора лат. corpora cavernosa притиска вене (које нормално одводе крв из пенис), што резултује задржавањем крв у пенису. Како више крви улази у коморе, пенис се шири и укрућује, настаје ерекција.
Када се узбуђење заврши, глатки мишић се поново скупљају, настаје пад притиска крви у венама што омогућава да крв поноово тече назад из пениса у системску циркулацију. Тада се пенис из укћеног стања враћа у млохаво стање.

### Висок крвни притисак
Висок крвни притисак може утицати на сексуални однос мушкарца на више начина: 
Оштећењем крвних судова
Које може директно ограничити проток крви, што може спречити правилну еректилну функцију и инхибирати либидо.
Друга хронична здравствена стања
Сва хронична стања повезана са хипертензијом, као што су болест бубрега, срчана обољења и психички стрес, такође могу изазвати сексуалне нуспојаве.
Емоционални и когнитивни  процеси
Опште је познато да је сексуална функција резултат не само аутономних процеса, већ и емоционалних и когнитивних процеса; тако да особе са бољом когнитивном функцијом и поред хипертензије такође могу имати бољу сексуалну функцију и опште здравље.
Лечењем хипертензије
Лекови за крвни притисак су спасоносни, али проблеми са ерекцијом су понекад нуспојава.  Па тако иако примена терапије хипертензије може побољшати сексуалну дисфункцију, неки лекови за висок крвни притисак могу погоршати сексуалне симптоме.  Резултати студије код 1007 пацијената мушкараца са хипертензијом који су били лечени било којим бета-блокатором најмање 6 месеци, открили су да је 73,3% пацијената који су узимали атенолол пријавило еректилну дисфункцију. Слично, висок проценат еректилне дисфункцију примећен је код пацијената који су узимали бисопролол (72%), карведилол (80,5%) и метопролол (80%). Преваленција еректилну дисфункције међу пацијентима који су узимали небиволол била је релативно ниска (57,1%).
Низак ниво хормона
Мушкарци са високим крвним притиском такође могу имати низак ниво тестостерона,  мушкиог хормона који игра велику улогу у сексуалном узбуђењу.
Сексуалним односом
Као и други облици благог до умереног напора, секс може повећати број откуцаја срца и крвни притисак.  Овај ефекат је привремен и све док је здравље срца стабилно, ризик од нежељених реакција је низак.

### Нормалне вредности крвног притиска
Очитавања крвног притиска се састоје од дијастолног и систолног мерења.
- Дијастолни крвни притисак је вредност измерене силе унутар артерија између откуцаја срца.
- Систолни крвни притисак је вредност измерене силе током откуцаја срца, када орган испумпава крв.

Нормални опсег ова два притисказа одраслу особу је следећи:
- Систолни: мање од 120 mmHg (милиметара живе)
- Дијастолни: мање од 80 mmHg)

## Патофизиологија
Проток крви до пениса је суштински део одрживе ерекције. Одговарајући проток крви осигурава да се артерије пениса могу опустити, омогућавајући периметарским судовима да се прошире и напуне крвљу.
Ако васкуларно оштећење ограничава проток крви, пенис можда неће добити довољно крви да обезбеди за ерекцију - или да је одржи ако до ње дође.
Мушкарци који живе са хипертензијом имају скоро двоструко већу вероватноћу да доживе еректилну дисфункцији и поремећени проток крви у пенис у поређењу са мушкарцима без високог крвног притиска.
Врста хипертензије такође може бити важна. На то указује студији из 2019. године (бјављена у часопису The Journal of Sexual Medicine), према којој су мушкарци са вишим дијастолним крвним притиском и нижим систолним крвним притиском имали мању вероватноћу да доживе еректилну дисфункцију истом брзином као и други мушкарци са хипертензијом.

### Сексуална дисфункција изазванa повишеним крвним притиском
Сексуална функција је важна компонента здравог квалитета живота, и било који облик нарушене сексуалне функције ремети ову важну компоненту здравог живота.
Сексуалну дисфункцију Светска здравствена организација дефинише као разнолику групу поремећаја чија је заједничка карактеристика неуспех или непотпуност полног односа.
Сексуална дисфункцију као потешкоћу доживљавају појединци или партнери током било које фазе нормалне сексуалне активности, укључујући физичко задовољство, жељу, склоност, узбуђење или оргазам.
Код особа са високим притиском...стални висок крвни притисак узрокује сексуалну дисфункцију због оштећење крвних судова.
Пренапрегнути крвни судови код особе са хипертензијом могу да процуре или пукну. Како унутрашње облоге крвних судова временом постају слабе  оне пуцају, а могу се формирати и масне наслаге познате као плакови, који сужавају крвне судове и смањујући им  флексибилност. Овај процес назива се атеросклероза.
Све ово доводи до смањеног протока крви. Када процес оштети крвне судове репродуктивног система, то  може довести до сексуалне дисфункције, јер се без правилног протока крви, либидо и сексуална способност може смањити., односно настаје сексуална дисфункција и еректилна дисфункција или ...различити начини на које појединац није у могућности да учествује у сексуалном односу како би он то желео...
Она представља битан фактор  за задовољство животом, односе и стања расположења.

### Еректилна дисфункција
Један од начина на који високи крвни притисак може утицати на сексуалност мушкарца је еректилна дисфункција или импотенција.  Еректилна дисфункција код мушкараца дефинише се као немогућност редовног постизања ерекције или одржавања ерекције довољно дуго за успешан сексуални однос.
Висок крвни притисак није оно што ствара ерекцију, већ повећани проток крви у пенису, који помаже у стварању крутости кроз физиолошки процес сексуалног узбуђења.
Код мушкараца , еректилна дисфункција погађа 45% мушкараца у 60-им годинама, и преко 70% мушкараца старости 70 година или старијих. Очекује се да ће се преваленција повећати до 2025. године. Док је еректилна дисфункција раније одбачен као органски поремећај и сматрало се да је  првенствено психогеног порекла, већина истраживача се тренутно слаже да еректилна дисфункција може бити резултат:
- васкуларних,[17]
- психолошких,
- хормоналних,
- нервних или физиолошких фактора.[18]

## Лечење хипертензије и мушка сексуалност
Снижавање високог крвног притиска може побољшати еректилну дисфункцију али није гарантовано решење за сексуалну дисфункцију. Наиме еректилна дисфункција је чешћа међу мушкарцима са хипертензијом, јер неки лекови за висок крвни притисак могу погоршати сексуалне нежељене ефекте.
Диуретици (или пилуле за измокравање) и бета-блокатори су лекови за висок крвни притисак који се најчешће повезују са еректилном дисфункцијом.
- Бета-блокатор - пропранололДиуретици могу изазвати еректилну дисфункцију смањујући снагу протока крви у пенис. Они такође могу смањити количину цинка у телу (неопходног за производњу тестостерона).

- Бета-блокатори пригушују одговор на нервне импулсе који доводе до ерекције. Они такође отежавају ширење артерија у пенису и накупљање крви. Штавише, могу учинити да се мушкарац осећа седирано и депресивно - а ум увек игра важну улогу у сексуалном узбуђењу.[1]

Контрола над  крвним притиском и сексуалним здрављем је у рукама пацијента. Ако пацијент води здрав начин живота и у сталном је контакту са својим лекаром како би правилно контролисао и лечио висок крвни притисак, постоји шанса да ће са еректилном дисфункцијом изазваном хипертензијом поново моћи да има релативно нормалну сексуалну функцију.